# Nezamojne, Ripkî
Nezamojne (în ucraineană Незаможне) este un sat în comuna Tarasa Șevcenka din raionul Ripkî, regiunea Cernihiv, Ucraina.

## Demografie
Componența lingvistică a localității Nezamojne
     Ucraineană (95,33%)
     Rusă (3,74%)
     Alte limbi (0,93%)
Conform recensământului din 2001, majoritatea populației localității Nezamojne era vorbitoare de ucraineană (95,33%), existând în minoritate și vorbitori de rusă (3,74%).